# Bauhinia hirsutissima
Bauhinia hirsutissima är en ärtväxtart som beskrevs av Richard P. Wunderlin. Bauhinia hirsutissima ingår i släktet Bauhinia och familjen ärtväxter. Inga underarter finns listade i Catalogue of Life.